# Adolphe Crauk
Pour les articles homonymes, voir Crauk.
Adolphe Crauk, né à Valenciennes le 24 mai 1865 et mort le 13 décembre 1945, est un graveur au burin et peintre français.

## Biographie
Élève à Valenciennes de David Joseph Desvachez puis à Paris d'Alexandre Cabanel, de Louis-Pierre Henriquel-Dupont et de Jules Jacquet, il expose au Salon des artistes français dès 1887 et y obtient une mention honorable en 1893, une médaille de 3e classe en 1896, une Bourse de voyage en 1897 et une médaille de 1re classe en 1905, année où il passe en hors-concours. Il reçoit aussi une mention honorable à l'Exposition universelle de 1900.
Il est inhumé au cimetière Saint-Roch de Valenciennes.